# Labidostommatidae
Labidostommatidae är en familj av spindeldjur. Labidostommatidae ingår i ordningen kvalster, klassen spindeldjur, fylumet leddjur och riket djur.